# Stanisław Laskowski (prawnik)

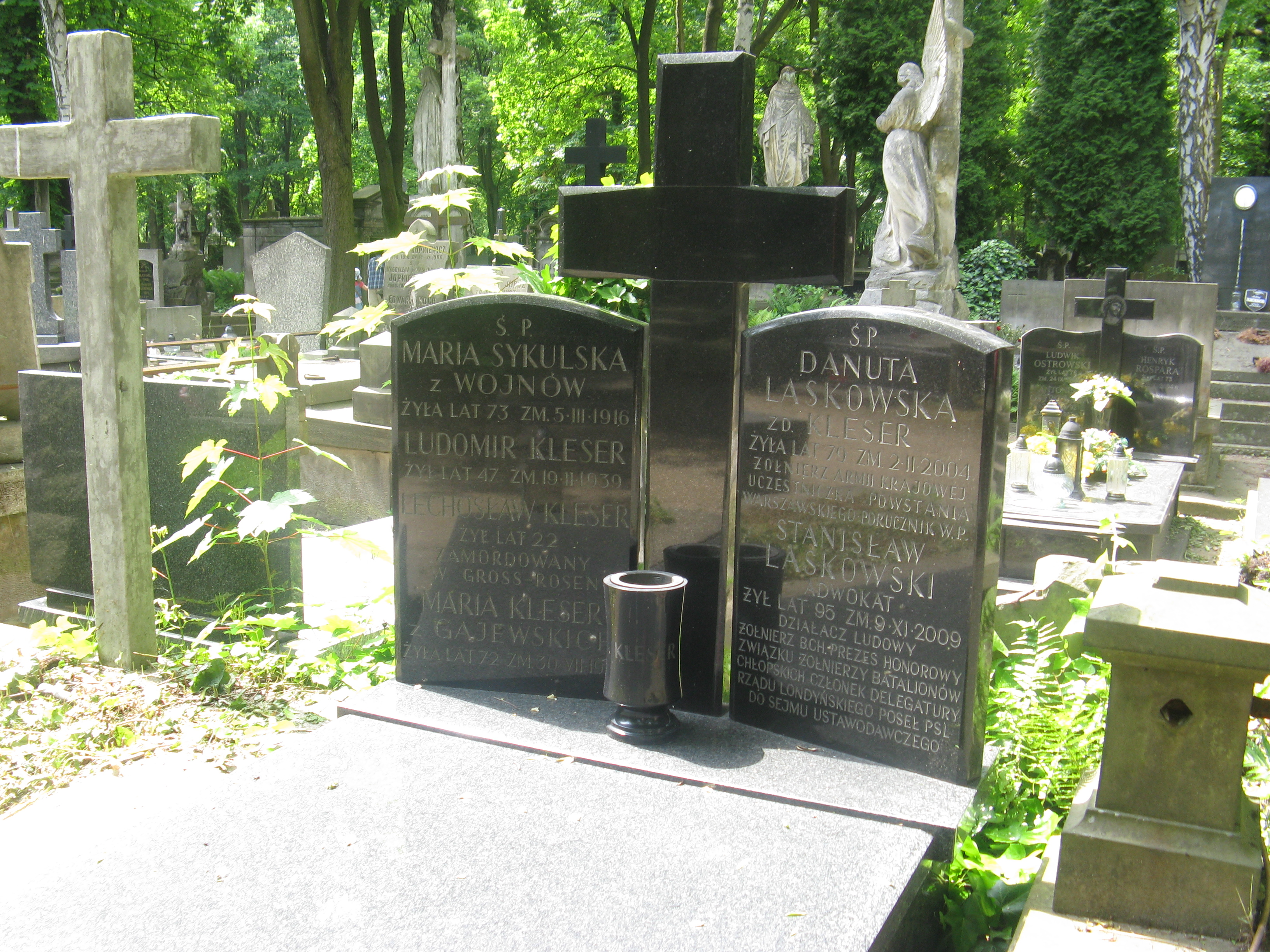
Grób polityka Stanisława Laskowskiego na cmentarzu Powązkowskim

Stanisław Laskowski, ps. Świda (ur. 14 października 1914 w Wyczółkach, zm. 9 listopada 2009 w Warszawie) – polski prawnik i działacz ludowy, poseł do Sejmu Ustawodawczego (1947–1952).

## Życiorys
Urodził się w rodzinie chłopskiej. Działał w Związku Młodzieży Wiejskiej i Stronnictwie Ludowym. W 1934 ukończył szkołę średnią w Warszawie, a w 1938 studia prawnicze na Uniwersytecie Warszawskim. W czasie II wojny światowej wchodził w skład Komendy Okręgu Batalionów Chłopskich w Warszawie, zostając szefem łączności Komendy. Był inspektorem Straży Samorządowej Delegatury Rządu, a także zastępcą szefa Państwowego Korpusu Bezpieczeństwa na Mazowszu. Po wyzwoleniu spod okupacji niemieckiej zasiadał w Zarządzie Wojewódzkim Polskiego Stronnictwa Ludowego w Warszawie jako jego sekretarz (1945–1947). Był członkiem Rady Naczelnej PSL (1946–1949). Działał również w Chłopskim Towarzystwie Przyjaciół Dzieci, będąc m.in. członkiem Prezydium Zarządu Głównego TPD.
W 1947 został wybrany posłem Sejmu Ustawodawczego z listy mikołajczykowskiego PSL w okręgu Pruszków. Od 1947 do 1949 pełnił obowiązki sekretarza Klubu Poselskiego PSL. W 1949 przystąpił do Zjednoczonego Stronnictwa Ludowego (był zastępcą sekretarza KP ZSL, a w 1956 sekretarzem KP). Od 1965 do 1972 zasiadał w Stołecznym Komitecie ZSL. Po 1980 związany z opozycją demokratyczną. Należał do założycieli PSL–Wilanów, był jego wiceprezesem.
Odznaczony Krzyżem Kawalerskim Orderu Odrodzenia Polski, Krzyżem Partyzanckim, Krzyżem Walecznych, a także Złotą Odznaką „Zasłużony Działacz TPD”.
Zmarł w listopadzie 2009, został pochowany w grobie rodzinnym na cmentarzu Powązkowskim (kwatera 45-1-22).